# Си (кана)
し в хирагане и シ в катакане  — символы японской каны, используемые для записи ровно одной моры. В системе Поливанова записывается кириллицей: «си», и латиницей как «shi».  В международном фонетическом алфавите звучание записывается: МФА: [ɕi]о файле либо [ʃi] близкое к английскому произношению. В современном японском языке находится на двенадцатом месте в слоговой азбуке, после さ и перед す.

## Происхождение
し и シ появились в результате упрощённого написания кандзи 之.

## Написание
|  |  |

## Коды символов вкодировках
- Юникод:
  - し: U+3057,
  - シ: U+30B7.